# Cytherea
Pour le genre de mouches, voir Cytherea (insecte)
 (février 2011).
Si vous disposez d'ouvrages ou d'articles de référence ou si vous connaissez des sites web de qualité traitant du thème abordé ici, merci de compléter l'article en donnant les références utiles à sa vérifiabilité et en les liant à la section « Notes et références ».
Cytherea, de son vrai nom Cassie-Ardolla Elaine Story, est une actrice pornographique américaine née le 27 septembre 1981 à Salt Lake City.
Dans la mythologie grecque, Cytherea est également un autre nom pour désigner Aphrodite, déesse de la beauté et de l'amour.

## Biographie
Cytherea commença sa carrière en 2002 grâce à des photos d'elle qu'elle publia sur Yahoo et qui attirèrent l'attention d'une compagnie, Naughty Modeling, qui, intéressée, prit contact. Elle tourna sa première scène porno avec Tyce Bune dans le film I've Never Done That Before. On peut voir sa première scène anale dans Cytherea's Anal Whores.
Cytherea se fait connaitre par un large public par son "groupe Yahoo".
Elle a réussi à percer dans le milieu de la pornographie grâce à ses orgasmes rapides et virulents et surtout au fait qu'elle éjacule massivement (on parle de "femme fontaine" chez certaines femmes, qui libèrent aussi en jet lors de l’orgasme un liquide sécrété par les glandes de Skene situées en dessous de l’urètre). Cytherea peut expulser ce liquide jusqu'à plus de 3,5 m.[réf. souhaitée]
L'authenticité des éjaculations de Cytherea fait souvent matière à débat. Ceux qui suspectent une supercherie affirment qu'il s'agit en fait d'urine et font remarquer que Cytherea boit beaucoup d'eau lors des tournages. L'actrice porno Gen Padova dénonça cette ambiguïté après avoir bu le liquide expulsé par l'urètre de Cytherea.
Dans une interview accordée au magazine Xtreme Magazine, Cytherea déclara au sujet de cette controverse :
« Let me ask you this. I’m a grown fucking woman. I know when I pee, and I know when I orgasm. So if me having an orgasm is sitting on the toilet… it doesn’t happen! I know how to fucking separate; I know what it feels like when I’m fucking peeing… I know what it’s like when I’m fucking orgasming ! »
Ce qui peut se traduire par :
« Je vais vous dire un truc : je suis une grande fille, bordel ! Je sais quand je pisse et je sais quand j'ai un orgasme. Donc si avoir un orgasme c'est aller aux toilettes... Ça n'arrive jamais ! J'arrive à faire la différence, merde ; je sais ce que je ressens quand je pisse, bon sang... Je sais à quoi ça ressemble quand j'ai un putain d'orgasme ! »
Elle raconte par ailleurs en ces termes sa première éjaculation :
« Je sortais avec une fille, on a rencontré un type, on se l'est tapé toutes les deux. Et j'ai giclé... J'étais horrifiée ! J'avais honte car je pensais avoir pissé sur ce mec ! Dès le lendemain, j'ai appelé un service spécialisé, Loveline qui m'a expliqué que ce n'était pas de la pisse et que c'était normal. Je n'avais jamais entendu parler de l'éjaculation féminine avant. Aujourd'hui encore beaucoup de gens sont ignorants. C'est pour cela que j'ai fait la série Squirtwoman. »
Néanmoins, Cytherea a obtenu une certaine notoriété pour son travail dans le X, en gagnant notamment l'AVN Award de la meilleure nouvelle starlette (Best New Starlet) en 2005. Jusqu'à ce jour, elle a figuré dans plus de 200 films pornographiques, dont une série de films créée spécialement pour elle : la série Squirtwoman. Elle a également fait des apparitions dans des émissions télévisées câblées, les plus connues étant la série Sex Games: Vegas pour HBO/Cinemax, Night Calls pour Playboy TV. Elle fut invitée trois fois à l'émission The Howard Stern Show.
Cytherea a reconnu souffrir d'un trouble déficitaire de l'attention.

## Filmographie sélective
- 2003 : Belladonna's Evil Pink 1
- 2003 : Hot Showers 12
- 2004 : Barely Legal 50
- 2004 : Kane's World: The Best of Kimberly Kane
- 2005 : Lesbian Seductions: Older/Younger 2
- 2005 : Pussy Party 7, 9 & 13
- 2006 : MILFs and Maidens 1
- 2006 : Lesbian Training 3
- 2007 : Pussy Lickers Paradise 1 & 2
- 2007 : Andrew Blake X 1
- 2008 : Personal Touch 3: Exploring the "O"
- 2008 : Kick Ass Chicks 50: Nerdy Girls
- 2009 : Best Queens of Squirt
- 2009 : 101 Natural Beauties
- 2010 : Dude, She's A Squirter! 7
- 2010 : Sweet Pussy Juice
- 2011 : Secretary's Day 5
- 2011 : Flying Pink Pig 2
- 2012 : Cytherea is a Lesbian Squirt Machine
- 2012 : Women Seeking Women 87
- 2013 : My Wife's Hot Friend 17
- 2013 : Girl Gasms 5
- 2014 : 120 Squirting Pussies
- 2014 : Best of Cytherea
- 2015 : Blind Experiment
- 2015 : Squirt Gasms 3
- 2016 : Hotwife is a Happy Wife 2
- 2016 : My Stepmother Squirts
- 2017 : Can I Crash And Bang Your Mom
- 2017 : Messy Girls Squirtacular

## Récompenses
- AVN Award : meilleure révélation 2005[6]
- XRCO award : meilleure révélation 2004